# Bandera (espeleotema)

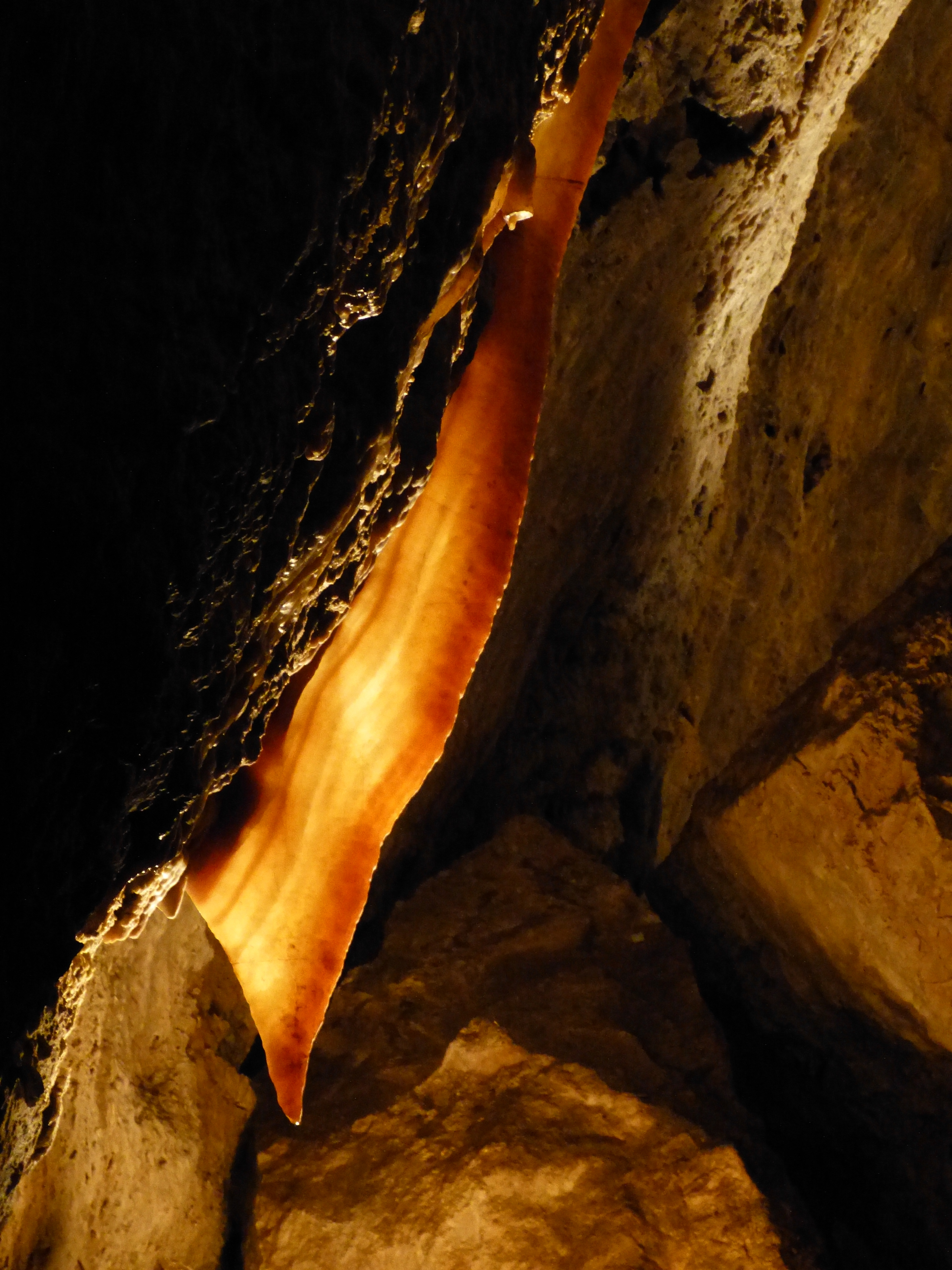
Bandera a la cova Jewel Cave, Dakota del Sud, EUA.

Una bandera o cortina és un espeleotema que té forma plana ondulant i hom les troba als sostres i parets inclinades de les coves. La seva formació va lligada a dos processos hídrics: flux i degoteig de l'aigua. Al principi, el creixement de la bandera és quasi en línia recta, amb aigua que flueix cap avall per una superfície rocallosa inclinada. Petites ondulacions de la roca causen que el flux de l'aigua canviï de direcció i que la bandera adopti forma lleugerament corbada, essent preferent el dipòsit de mineral en el límit exterior de cada segment de la corba. Amb el temps aquestes corbes es fan cada vegada més marcades de manera que la bandera es pot anar plegant al llarg del seu costat interior. Finalment l'aigua llenega segons el pendent fins a la part inferior de la bandera i degota cap a terra.